# Michael Lee Wolfe
Michael Lee Wolfe (Pittsburgh, Pensilvania, 1962) es un músico, productor, compositor y promotor estadounidense con más de un cuarto de siglo de residencia en Asturias (España). Ha centrado y desarrollado su trabajo en la música de raíz, tanto en la vertiente asturiana como en la american roots music.

## Biografía
Michael Lee Wolfe ha intervenido directamente en una veintena de grabaciones y sus trabajos incluyen desde un recopilatorio de su obra dentro del folk asturiano, Xotes Asturianes 1984-2009, a un disco dedicado a la música de Woody Guthrie, Revisited, pasando por el antológico sobre la obra de la cantante tradicional Diamantina Rodríguez, Anabel Santiago canta a Diamantina Rodríguez, o las intervenciones en las bandas sonoras de películas como Pídele cuentas al rey, de la que salió un CD, o Cenizas del cielo, del director José Antonio Quirós. 
En el amplio campo de la música folk norteamericana sus grabaciones como The Fireman, Corners of the World o Asturies Bluegrass Sessions son a menudo comparadas con los mejores ejemplos de música de raíz americana.  
Igualmente obtuvo en los Premios de la Crítica RPA 2009 el Premio al Mejor Compositor de Año por su antología Xotes Asturianes, 1984-2009.
Su influencia sobre la música folk asturiana actual se deja sentir en los arreglos de muchos temas tradicionales y en un buen número de composiciones propias que forman parte del repertorio de grupos como Asturiana Mining Company, Ástura, Anabel Santiago, Xaréu, Ubiña... 
El año 2010, al frente de la formación Asturiana Mining Company, intervino en el programa de Año Nuevo de la TPA con una docena de temas propios y arreglos interpretados por diferentes cantantes y músicos asturianos. Formó un trío musical junto con Mapi Quintana y Jacobo de Miguel.
Como músico ha intervenido en diversas formaciones y en festivales de folk, blues, world music y jazz. Fueron sus maestros sobre el escenario figuras como Sidney James Wingfield, Ernie Hawkins o Philadelphia Jerry Ricks. 
Desde 1992 dirige la promotora Lee Wolfe Concert Promotion, una de las más importantes de España en repertorio de gospel y fado,[cita requerida] y desde la que dirige el Festival de Jazz de Ávila desde hace 12 años.

## Discografía, Filmografía y Espectáculos
| Año  | CD                                                                                |
| ---- | --------------------------------------------------------------------------------- |
| 1988 | CD Ubiña, con Ubiña                                                               |
| 1991 | CD L'aire les castañes, con Xaréu                                                 |
| 1992 | CD Día de Fiesta n'Asturies, con la Orquesta Sinfónica del Principado de Asturias |
| 1993 | CD Yá nun hai quién baille, con Xaréu                                             |
| 1998 | CD The Fireman                                                                    |
| 2000 | CD Patrimoniu, con la Asturiana Mining Company                                    |
| 2001 | CD BSO Pídele cuentas al Rey, música original de Juan Carlos Cuello               |
| 2002 | CD Tradición, con Ástura                                                          |
| 2003 | CD Corners of the world                                                           |
| 2004 | Nel Camín                                                                         |
| 2005 | CD Anabel Santiago canta a Diamantina Rodríguez, con Anabel Santiago              |
| 2005 | CD Torner, con Ástura                                                             |
| 2007 | CD Desnuda, con Anabel Santiago                                                   |
| 2007 | CD Asturies Blue Grass Sessions                                                   |
| 2009 | BSO Cenizas del cielo                                                             |
| 2009 | CD Xotes Asturianes, 1984-2009                                                    |
| 2009 | CD Woody Guthrie Revisited                                                        |
| 2011 | CD Sones por Berto Velasco, con la Asturiana Mining Company                       |